# کالمی
کالمی (به فرانسوی: Calmeilles) یک کمون در فرانسه با جمعیت ۴۲ نفر است که در Canton of Céret واقع شده‌است.